# Campionati mondiali di canoa/kayak slalom 1993
I XXIII Campionati mondiali di canoa/kayak di slalom si sono svolti a Mezzana (Italia).
È stata la prima edizione in cui Repubblica Ceca e Slovacchia hanno gareggiato come nazioni indipendenti dopo la dissoluzione della Cecoslovacchia.
La settimana precedente a Caldes sullo stesso torrente Noce si erano tenute le prove di canoa discesa.

## Podi

### Uomini
| Evento        | Oro                                               | Perform. | Argento                                                    | Perform. | Bronzo                                                     | Perform. |
| Canoa         |                                                   |          |                                                            |          |                                                            |          |
| C-1           | Germania Martin Lang                              |          | Francia Hervé Delamare                                     |          | Germania Sören Kaufmann                                    |          |
| C-1 a squadre | Slovenia Joze Vidmar Boštjan Žitnik Simon Hocevar |          | Regno Unito Bill Horsman Gareth Marriott Mark Delaney      |          | Italia Francesco Stefani Luca Della Libera Renato De Monti |          |
| C-2           | Rep. Ceca Jirí Rohan Miroslav Šimek               |          | Francia Eric Blau Bertrand Daille                          |          | Francia Franck Addison Wilfrid Forgues                     |          |
| C-2 a squadre | Rep. Ceca                                         |          | Francia                                                    |          | Slovacchia                                                 |          |
| Kayak         |                                                   |          |                                                            |          |                                                            |          |
| K-1           | Regno Unito Richard Fox                           |          | Stati Uniti Richard Weiss                                  |          | Regno Unito Melvyn Jones                                   |          |
| K-1 a squadre | Regno Unito Richard Fox Melvyn Jones Shaun Pearce |          | Francia Manuel Brissaud Vincent Fondeviole Sylvain Curiner |          | Rep. Ceca Vojtech Bares Pavel Prindis Lubos Hilgert        |          |

### Donne
| Evento        | Oro                                                   | Perform. | Argento                                            | Perform. | Bronzo                                             | Perform. |
| Kayak         |                                                       |          |                                                    |          |                                                    |          |
| K-1           | Francia Myriam Jerusalmy                              |          | Francia Anne Boixel                                |          | Francia Marianne Agulhon                           |          |
| K-1 a squadre | Francia Myriam Jerusalmi Sylvie Lepeltier Anne Boixel |          | Stati Uniti Jana Freeburn Cathy Hearn Dana Chladek |          | Regno Unito Maria Lund Rachel Crosbee Lynn Simpson |          |

## Medagliere
| Posizione | Paese       | Oro | Argento | Bronzo | Totale |
| --------- | ----------- | --- | ------- | ------ | ------ |
| 1         | Francia     | 2   | 5       | 2      | 9      |
| 2         | Regno Unito | 2   | 1       | 2      | 5      |
| 3         | Rep. Ceca   | 2   | 0       | 1      | 3      |
| 4         | Germania    | 1   | 0       | 1      | 2      |
| 5         | Slovenia    | 1   | 0       | 0      | 1      |
| 6         | Stati Uniti | 0   | 2       | 0      | 2      |
| 7         | Italia      | 0   | 0       | 1      | 1      |
| 7         | Slovacchia  | 0   | 0       | 1      | 1      |
| Totale    | Totale      | 8   | 8       | 8      | 24     |